# Biars-sur-Cère
Biars-sur-Cère là một xã thuộc tỉnh Lot trong vùng Occitanie phía tây nam nước Pháp. Xã này nằm ở khu vực có độ cao trung bình 141 mét trên mực nước biển.